# کوسن
کوسن (به آلمانی: Kössen) یک منطقهٔ مسکونی در اتریش است که در کیتسبول واقع شده‌است. کوسن ۴٬۲۰۹ نفر جمعیت دارد.